# Dougherty, Oklahoma
Dougherty är en ort i Murray County i delstaten Oklahoma, USA.